# Karel Koschin
Karel Koschin (15. září 1882, Praha – 10. července 1964, tamtéž) byl český soudce, vysokoškolský pedagog a překladatel.
Působil jako senátní prezident Nejvyššího správního soudu. Uspořádal pět svazků judikaturní sbírky Sbírka zásadních rozhodnutí a usnesení volebního soudu (při citaci z této sbírky se užívá zkratky Kosch.).